# Лобо, Ребекка
Ребе́кка Ро́уз Ло́бо-Ра́шин (англ. Rebecca Rose Lobo-Rushin; род. 3 октября 1973 года, Хартфорд, штат Коннектикут, США) — американская профессиональная баскетболистка. В 1995 году стала чемпионкой Национальной ассоциации студенческого спорта в составе команды «Коннектикут Хаскис», а также была признана самым выдающимся игроком этого баскетбольного турнира. Член Зала славы баскетбола с 2017 года.

## Карьера
В 1996 году была образована WNBA. 22 января 1997 года был проведен первый этап первого драфта ВНБА, на которой игроки распределялись среди команд. Ребекка Лобо вместе с Терезой Уизерспун была зачислена в состав «Нью-Йорк Либерти». В финале WNBA первого сезона команда из Нью-Йорка уступила «Хьюстон Кометс». В первой игре сезона 1999 года Ребекка Лобо повредила левую переднюю крестообразную связку и мениск. В этом же году её выбрали на матч всех звёзд ВНБА, но из-за травмы она его пропустила. В 2002 году Ребекку Лобо обменяли в «Хьюстон Кометс» за право выбора во 2-м раунде драфта ВНБА 2002 (26 пик). В 2003 году её продали в «Коннектикут Сан», где она завершила карьеру.

## Личная жизнь
С 12 апреля 2003 года Ребекка замужем за журналистом Стивом Рашином (род.1966). У супругов есть четверо детей: дочь Шивон Роуз Рашин (род.25.12.2004), дочь Мейв Элизабет Рашин (род.10.08.2006), сын Томас Джозеф Рашин (род.06.10.2008) и ещё одна дочь — Роуз Рашин (род.16.10.2010).